# Lars Cronhielm
Lars Cronhielm af Flosta, född 16 november 1698 i Stockholm, död 15 juli 1755 i Altuna församling, var en svensk greve och lagman. Han var svärfar till Lorentz von Rehausen

## Biografi
Lars Cronhielm af Flosta föddes 1698 i Stockholm. Han var son till presidenten greven Gustaf Cronhielm af Flosta och grevinnan Maria Wallenstedt. Cronhielm blev 27 februari 1712 student vid Uppsala universitet och 1717 kammarjunkare vid Württembergska hovet. Han blev 17 oktober 1718 registrator i Riksarkivet och tog avsked 10 december 1719. Cronhielm blev 1719 kammarjunkare hos hertig Karl Fredrik av Holstein-Gottorp, samt hans sändebud till Wolfenbüttelska hovet. Han blev 1719 kammarherre och 1724 etatsråd. Cronhielm blev 17 december 1733 lagman i Ångermanlands och Västerbottens lagsaga och slutade där 19 maj 1739. Han avled 1739 på Flosta i Altuna församling.

### Egendom
Innehavare av Flosta i Altuna socken, Kranstbo i Istorps socken samt Styrsta i Lännäs socken vilka var fideikommiss. Dessutom Årsta gård, Zachrisberg, Hägerstens gård och Valla gård, alla i Brännkyrka socken och Åsboda i Tillinge socken, Brunsta i Övergrans socken, Tuna och Sylta i Näs socken.

### Familj
Cronhielm gifte sig första gången 18 juni 1728 med friherrinnan Eleonora Magdalena Mariana Posse af Säby (1711–1743), dotter till landshövdingen och överkommendanten friherre Nils Posse af Säby och friherrinnan Henrietta Beata Horn af Marienborg. De fick tillsammans en son (1729–1729), Gustaf Henrik Gottlob Cronhielm (1730–1730), kaptenen Fredrik Ulrik Cronhielm (1731–1769), Henrietta Maria Cronhielm (1732–1765) som var gift med översten Lorentz von Rehausen, Beata Magdalena Cronhielm (1734–1807) som var gift med översten Erik Malmerfelt, Ulrika Eleonora Cronhielm (1735–1736), Gustaf Cronhielm (1737–1737), Nils Mauritz Cronhielm (1739–1741), löjtnanten Henrik Christoffer Cronhielm (1740–1803) och Eleonora Mariana Cronhielm (1742–1743).
Han gifte sig andra gången 7 november 1745 på Tisby med friherrinnan Ulrika Christina Duwall (1713–1783),dotter till majoren friherre Christoffer Duwall och Christiana Amanda Eualia von Bülow. De fick tillsammans barnen hovjunkaren Lars Ulrik Cronhielm (1746–1772), Gustava Christiana Cronhielm (1747–1753), Ulrika Mariana Cronhielm (1749–1820), Hebbla Lucretia Cronhielm (1750–1751), Lovisa Eleonora Cronhielm (1750–1751), Gustaf Didrik Cronhielm (1751–1752), Maria Christiana Cronhielm (1752–1755) och Lovisa Gustava Cronhielm (1754–1755).